# 送球ボーイズ
『送球ボーイズ』（そうきゅうボーイズ）は、フウワイ原作、サカズキ九作画による日本の漫画。小学館のWebコミックサイト『裏サンデー』にて2016年1月5日から2022年5月27日まで連載された。2022年11月時点で単行本の累計発行部数は約60万部を記録している。

## 制作背景・作風
中学校から社会人に至るまでハンドボール経験者であったフウワイは、2007年から新都社のWebコミックサイト『週刊少年VIP』にて「送球小僧」（そうきゅうボーイズ）を公開していたが、それが小学館編集部の目に留まり、商業誌への連載となった。前作とは世界観を共有していることからタイトル名を被らせている。
ハンドボールが盛んな富山県氷見市を舞台に、主人公が同級生の部員仲間や強豪復活を目指す先輩らとともに、インターハイ出場を目指してハンドボールに青春を燃やす物語。路線は本格派志向だが、初心者のためのルール解説なども作中で行っており、ハンドボール経験者しか読まない作品にはしたくないとの思いから多少演出的な要素も加えている。主な学校の名称は竹取物語に登場する宝物に由来しており、この名称や校風は「送球小僧」から受け継がれている。
なお作者は福井県出身だが、氷見市を取材で訪れた際「舞台にするなら、ここしかないと思いました。」と思いを語っており、地元の福井県を舞台にしなかった理由として、福井県の高校ハンドボール界は特定の高校が圧倒的に強い状態が続いていることからハンドボールが盛んな富山県の方が物語にしやすかったためとしており、自身が中学生の頃に氷見市の中学校に敗れて全国大会出場を逃した経験があることや、大学在学中に氷見市で開催される春の全国中学生ハンドボール選手権大会の運営にボランティアで参加していたことが氷見市を選んだ理由であると語っている。
また作者は、なかなかハンドボール漫画のヒット作が生まれない現状に対し、自分が描いてもっと競技人口を増加、世間の関心を高めさせたいという思いを強く抱いて作品に取り組んでいる。そのため、作品には富山県ハンドボール協会、春の全国中学生ハンドボール選手権大会実行委員会、公益財団法人日本ハンドボール協会、ボールメーカーのモルテン、ミカサ、エスエスケイ（ヒュンメルのライセンス販売を行っている）などが特別協力を行っている。また、すぐに原稿を入れ替えられるウェブコミックの利点を生かし、反則行為やルールの間違いなどが読者のコメントなどで指摘された場合は、随時コマの修正を行っている。

### 『送球小僧』との関係
『送球小僧』（そうきゅうボーイズ）は、原作者のフウワイが公開している新都社『週刊少年VIP』に連載していたWebコミックで、富山県の架空都市氷虹（ひに）を舞台に、火鼠高校ハンドボール部に入部した少年、三船晴祈（ハル）の成長物語。『送球ボーイズ』はそれから4年後における火鼠高校ハンドボール部の物語であり、当時の三船たちの活躍ぶりは回想として語られている。なお、『送球小僧』連載中に作者が小学館に移籍したため、同作品は未完のまま終わっている。その代わり、描かれなかったエピソードは、部分的に『送球ボーイズ』にも登場することになった人物によって補完され、断片的に語られており、一部のキャラクターも『送球ボーイズ』に登場している。
唯一の相違点が主役、志熊栄都の存在であり、彼のモチーフになったキャラクターは蓬莱大附属高校に登場したライバル、仏滅栄都（ぶつめつえいと）である。仏滅は志熊と同じように女装が趣味の少年であり、また同じようにムササビシュートを得意としている。作者も、ちょい足し漫画にて唯一の相違点と回答している（ただ、ムササビシュートが得意だったOBが母校にいたという兎耳山の発言があり、仏滅の存在を示唆している）。

## あらすじ
ハンドボールが盛んな富山県氷見市。4年前、インターハイ常連の絶対王者である蓬莱大附属高校を撃破した火鼠高校の試合に魅せられ、ハンドボール部に入部した佐倉凪だが、試合にも出してもらえず幼馴染みのマネージャーに使い走りをさせられる毎日を過ごしていた。そんな彼の元に、東京から転入してきた少年志熊栄都が現れる。ハンドボール部に入ることを熱望するエイトは、ハンドボール部主将の大月から低身長を理由に入部を拒否されるが、入部を賭けた1対1の勝負で、特技のミラーリングを生かしたムササビシュート（プロンジョンシュート）を決めたことで、入部を果たす。そんな彼は初心者でありながら、ミラーリング（後述）という特技を持ち、部員たちを驚かせることになるが、練習の中で自分の弱点を曝け出し、競技の難しさを思い知らされることになる。それでも、ハンドボールに対する強い思いを胸に、凪たちと共にハンドボールに打ち込んでいく。

## 登場人物
プロフィールは本編のほか、フウワイによるちょい足し漫画（小学館の漫画アプリ『MangaONE』からダウンロードして読むことができるおまけ漫画）も参照している。

### 火鼠高校関連の人物
志熊 栄都（しぐま えいと）
本編の主人公。1年4組。身長163.2センチメートル、体重55キログラム。右利き。6月6日生まれ、双子座。血液型はAB型。ポジションは右サイド。背番号は15→8。得意プレーはムササビシュート。ハンド歴は無し（高校1年の秋から）。靴はプーマ・アジリオ。好きなものは可愛いものとチョコレート、また、劇中では魚も好きと描かれている。苦手なものはスプラッター映画と父。趣味は女装（ただし、祖母には隠している）、特技はミラーリング（後述）。悩みは氷見弁が聞き取れないこと。東京都新宿区出身で五百田（いおた）家の長男として生まれる。
東京から引っ越してきた天真爛漫な少年。女性と見紛う可愛らしいベビーフェイスが特徴で、異性にはモテている。中学生のときに家庭の事情で母とともに2学期から氷見に引っ越す。祖母の誘いから、火鼠高校に転入しハンドボール部の門を叩き、当初は低身長を理由に入部を拒否されるが、必死に食い下がり入部テストを受け、合格する。ダンスの経験者であり、柔軟性や卓越したバランス性に加えて、動作を記憶し瞬時に再現する「ミラーリング」を得意とし、これらを生かしてプロンジョンシュート（ムササビシュート）を放つことができる。その反面、初心者ゆえにスタミナや守備力に課題がある。労苦を厭わない努力家で、毎晩夜遅くまでシュートの練習に打ち込んでおり、また、凪と違い重圧に強く、プレーを心から楽しめる。
ダンススタジオを営む父親、五百田珊瑚（いおたさんご）の元で杏（アン）と奈々（ナナ）という2人の姉とともに英才教育を受けていたが、自分だけ期待を裏切り続けた挙げ句に、他人の真似事ばっかりやっていたことで父親の逆鱗に触れ、家庭崩壊を引き起こした過去をもつ。後に、母親、志熊千歳（しぐまちとせ）の地元の氷見に引っ越した直後、母親を事故で喪ったことで、帰郷しばらくは抜け殻のようになっていた。現在は祖母と二人暮らしだが、父親のことは苦手な存在のままであり、家庭のことに触れられるとナーバスになり、時々そのトラウマが引き起こされ、逃避行動に出ることも。
佐倉 凪（さくら なぎ）
本編のもう1人の主人公。1年6組。身長170.1センチメートル、体重63キログラム。右利き。8月11日生まれの獅子座。血液型はA型。ポジションはセンター、左サイド。背番号は14。得意プレーは2次速攻。ハンド歴は小5から。靴はアシックス・ゲルフルース。好きなものはロボットものを始めとするアニメ（ちょい足し漫画では、みんなの前で公言していないが魔法ものや日常系なども好きと書かれている）とかき氷、苦手なものはムラ社会とカニ。趣味は海釣り。悩みは他人に本心を打ち明けられないこと。富山県氷見市出身。
火鼠高校ハンドボール部員だが、実力のある先輩に阻まれ補欠暮らしが長かった。チームで最も脚が速く、豊富なスタミナも日頃のトレーニングの賜物。また、知らないことを放置できない性分で予習復習はしっかりこなすため学業成績も良く（高校卒業後に都会に出たいという思いも）、頭脳プレーや相手の戦力分析も得意としている。また卓越した集中力とずば抜けた観察力を持っている。しかしメンタル面が弱く、プレッシャーで本番中に力を発揮できないことがある。優しく面倒見のいい性格で、初心者だった志熊が入部した当初もルールの説明や指導を担当した。前述の頭脳と観察力から敵の戦術や味方の不調にいち早く気が付くなど周囲の状況を把握する感覚に長けており、蓬莱戦での黒足袋との勝負を経て試合の盤面を俯瞰する才能を開花させた。
中学生時代、火鼠高校が蓬莱大附属を破ったシーンに感化され、火鼠高校に入学後すぐハンドボール部に入部した。田舎独特の監視社会に嫌気が差し、また、アニメ好きという点でもあることから、都会での生活に強く憧れている。祖父は漁師。朝海（あさみ）というハンドボール経験者の姉がいる。
福田 大芽（ふくだ たいが）
火鼠高校ハンドボール部員。1年6組。身長173センチメートル、体重68キログラム。右利き。5月12日生まれの牡牛座。血液型はO型。ポジションはポスト。背番号は9。得意プレーはDFを巻き込むシュート。ハンド歴は小4から。靴はアディダス・アディスタビル7。好きなものは焼肉と筋トレ、苦手なものは役所や病院の雰囲気（幼少時に粗相をしてしまったため）。趣味は頭を刈ることと服を脱ぐこと。悩みはモテないこと。富山県氷見市出身。
パワーを信じ、何かとすぐに服を脱ぐ熱血漢。愛称はタイガーで、栄都と猛獣同盟（虎と熊）を結んでいる。パワーを生かしたプレーを身上とし、本番にも強い。気性は荒く、野性的ゆえに女子からは敬遠されるが、友情に厚く栄都に似た人なつっこさがある。家業は鉄工所であり、三人兄弟。また、学業成績も悪く、ハンドボール部で唯一、赤点を取っていた。
大月 雪弥（おおつき ゆきや）
火鼠高校ハンドボール部主将。2年6組。身長184センチメートル、体重74キログラム。右利き。3月27日生まれの牡羊座。血液型はA型。ポジションは左45度。背番号は2。得意プレーはディフェンス。ハンド歴は小4から。靴はアシックス・スカイハンド。好きなものは早起きと桜餅、苦手なものはコンタクトレンズと自動改札。趣味は掃除。悩みは目が悪いことと弟と不仲であること。富山県氷見市出身。
高い守備力をもつ、火鼠高校ハンドボール部ディフェンスの要。近眼で、尖端恐怖症ゆえにコンタクトを着用できず、眼鏡を愛用していたが劇中に克服した。愛称はユッキー。情熱的でキャプテンシーも強い性格と周囲に言われているが、生来より思い込みが強く、愚直なまでに頑固、そして周囲に誤解されやすい不器用な性質で、それゆえ入部したころは周囲に抗わず控え目にしていた。しかし、身勝手な先輩らを見てからかつて憧れた火鼠高校の再興を自らに厳しく課し、活発かつ攻撃的に振舞うようになる。それゆえ強豪復活に躍起になる余り低身長の入部希望者を強権的に排斥した過去もあるが、栄都を見てからは考えを改めている。機械関係に疎く、メールも使いこなせない。また、ファッションにも疎かった。
鹿毛 祥（かげ しょう）
火鼠高校ハンドボール部副主将。2年4組。身長185センチメートル、体重74キログラム。右利き。1月6日生まれの山羊座。血液型はO型。ポジションはゴールキーパー、右45度。背番号は1。得意プレーは四隅のシュート対応。ハンド歴は小4から。靴はサルミング・スライドゴーリー。好きなものは歌劇とトマト、苦手なものは素早い小動物とキノコ。趣味はファッション誌を読み込むこと。悩みは男を見る目のない姉が心配なこと。富山県氷見市出身。
長い手足をもち、遠方のシュートに滅法強い、火鼠の守護神。女系の家庭環境のせいか、争い事を嫌う柔和な性質で、しばしオネエ口調となる。実家は理髪店で、美容師の姉（千代）がいる。機械関係には滅法強く、雪弥に代わって部内における情報伝達の中枢を担っている。ゴールキーパーになったのは中学校からの成り行きで、高い身長と柔軟な身体を買われてのことだった。
出島 力彦（でじま りきひこ）
火鼠高校ハンドボール部員。2年3組。身長175センチメートル、体重64キログラム。右利き。12月8日生まれの射手座。血液型はB型。ポジションはポスト中心に全般。背番号は7。得意プレーは何でもそれなり（本人曰く）。ハンド歴は小5から（ブランクあり）。靴はアディダス・パワースタビル10。好きなものは辛い料理と波乱、苦手なものは揺れる乗り物。趣味は麻雀とスノボ（他多数）。悩みは無し（本人曰く）。富山県氷見市出身。
センスに長けたオールラウンダー。飄々としており、面倒なことを嫌うマイペースな性格。頭はよく、蓬莱大附属高をパスできるだけの学力をもっていたが、勉強嫌いで高校での学業成績は下から数えた方が早い。複雑な家庭事情や先輩との衝突の絡みで不良じみた過去を送っていたが、現在は争いごとを嫌っている。
壱岐 光太郎（いき こうたろう）
火鼠高校ハンドボール部員。2年2組。身長173センチメートル、体重60キログラム。右利き。6月30日生まれの蟹座。血液型はA型。ポジションは左サイド。背番号は6。得意プレーは股抜きシュート。ハンド歴は小5から。靴はアシックス・スカイハンド。好きなものは規則性のあるものと納豆、苦手なものはヘルメットとセミ。趣味は刺繍。悩みは遺伝的にオデコが広いこと。富山県氷見市出身。
愛称はこた。力彦の幼馴染みで、一緒にハンドボールを始めた。几帳面な性格で、針の穴を通すような緻密なコントロールを武器とする。父親はイッキスポーツというハンドボール用品を揃えるスポーツ店の店主だが、実家は洋裁店。家業の経験からか手先が器用で、針仕事なども女子マネージャー顔負けの腕である。トレードマークは錨が描かれたヘッドバンドで、コンプレックスである額の広さを隠すために愛用している。
長谷川 宙（はせがわ そら）
火鼠高校ハンドボール部員。2年7組。身長178センチメートル、体重68キログラム。左利き。11月8日生まれの蠍座。血液型はA型。ポジションは右45度。背番号は4。得意プレーはディスタンスシュート。ハンド歴は小3から（ブランクあり）。靴はケンパ・サイクロン。好きなものは都会と尖った靴、苦手なものは詮索されることと野菜。趣味はダーツ。悩みは利き腕の握力が次第に弱まること。富山県氷見市出身。
小学校時代の大怪我によって利き腕に古傷を抱え、試合後半に握力が次第に衰えてしまう弱点がある。大怪我による握力の衰えのため中学時代はバレーボール部に所属し強化選手候補にまでなったが、全国大会に出場した火鼠高校の戦いぶりを見てからはハンドボールへの情熱が甦り、バレーボールでの経験を生かした卓越した跳躍力からの強烈なシュートが持ち味となった。我が強く、精神にムラがあり、チームの和を乱すこともしばしば。中学の3年間は八王子におり、そのことから都会生活の長い栄都に対抗意識を燃やしている。
広川 恵太（ひろかわ けいた）
火鼠高校ハンドボール部員。2年6組。身長174センチメートル、体重62キログラム。右利き。9月18日生まれの乙女座。血液型はA型。ポジションはセンター/左サイド。背番号は3。得意プレーはパス。ハンド歴は小4から。靴はアシックス・スカイハンド。好きなものはカレーと友人を家に招くこと、苦手なものは首がつまる服。趣味は料理。悩みは花粉症。富山県氷見市出身。家業は飲食店。
穏和な性格で、癖の強い大月や長谷川の仲を取りもつ存在。だが、内に秘めたる闘志は誰にも負けないところがある。兄の玄太（げんた）は料理店を経営しており、試合後に大盛りメニューを部員に振る舞っている。本人もカレーライスなど料理を得意とする。ゲーマーの一面もある。
沖本 学歩（おきもと まなぶ）
火鼠高校ハンドボール部員。2年7組。身長173センチメートル、体重65キログラム。左利き。4月18日生まれの牡羊座。血液型はAB型。ポジションは右サイド。背番号は5。得意プレーは1次速攻。ハンド歴は小4から。靴はアシックス・スカイハンド。好きなものは単純作業と食事、苦手なものは水泳。趣味はトレイルランニング。悩みは体が固いこと。富山県氷見市出身。優里（すぐり）という、御鉢高校ハンドボール部コーチは兄の嫁で、従兄弟。性格は正反対で苦手意識有り。
職人である父親譲りの寡黙な性質で、底なしの胃袋をもつ健啖家。スピードを生かした堅実な守備力と無尽蔵のスタミナが持ち味。トレイルランニングが趣味で、日々近所の山道を走破している。カラオケでは美声を披露するらしいが、部員のごく一部しかその声を聴いたことがない。
屋久 清人（やく きよひと）
火鼠高校ハンドボール部員。1年5組。身長183センチメートル。右利き。2月28日生まれの魚座。血液型はA型。ポジションはポスト。背番号は13。好きなものは猫、コーヒー。苦手なものはタバコ、セロリ。趣味は散歩。悩みは背が伸びて服が着れなくなったこと。富山県氷見市出身。
小学校では背は低い方だったが、中学の終わりから急激に身長が伸びた。しかし、痩せ型で体重は65キログラムしかない。現状は補欠だが、作者曰く後に1つの役割を与えられていくキャラになる予定だという。愛猫家でグリとグラという猫2匹を飼っており、猫を引き寄せる不思議な力を持つ。
久住 隆（くずみ たかし）
火鼠高校ハンドボール部員。1年2組。身長172センチメートル。右利き。10月25日生まれの蠍座。血液型はB型。ポジションは左サイド。背番号は10。好きなものはカラオケ、苦手なものはバスケ。活発。家が酒屋。国見、大船とは小学校からの幼馴染。地味ながら部に残り続けた1年生の1人。ややスケベな性格で、異性の恋バナなどには目がない。
国見 尚登（くにみ なおと）
火鼠高校ハンドボール部員。1年2組。身長174センチメートル。右利き。9月26日生まれの天秤座。血液型はA型。ポジションは右45度。背番号は11。好きなものは焼鮭の皮、嫌いなものは正座。昔から坊主頭。家がお寺。久住、大船とは小学校からの幼馴染。地味ながら部に残り続けた1年生の1人。
大船 哲哉（おおふな てつや）
火鼠高校ハンドボール部員。1年2組。身長176センチメートル。右利き。11月27日生まれの射手座。血液型はA型。ポジションはキーパー。背番号は12。好きなものは海外ドラマ、苦手なものはそば。インドア派。体が固い。久住、国見とは小学校からの幼馴染。地味ながら部に残り続けた1年生の1人。
五島 あおい（ごとう あおい）※ただし、本誌ではごしまと書かれることが多く定まっていない。
火鼠高校ハンドボール部マネージャー。1年。154センチメートル。左利き。4月12日生まれの牡羊座。血液型不明。好きなものはアップルパイ、絵を描くこと。苦手なものは運動全般。主に記録担当だがマメな性格で日々研究ノートをとっている。作中やちょい足しではルールの解説役となっていることも多い。やや天然なところがある。中学時代は美術部で、運動神経は鈍い。
石垣 花（いしがき はな）
火鼠高校ハンドボール部マネージャー。2年。151センチメートル。右利き。8月7日生まれの獅子座。血液型はB型。好きなものは筋トレ、いちご。苦手なものは犬。凪の幼馴染み。プロポーションとルックスに優れ、異性からの告白も日常茶飯事だが、ハンドボール以外に興味をもっていない。中学時代はハンドボール部員だった。ルールを把握していない顧問に代わり監督として陣頭指揮を執ることが多い。堂々とした立ち居振る舞いをするが身長は部内で一番低い。犬が苦手で、1m以内に近寄られると腰を抜かしてしまう。
軍司 寛明（ぐんじ ひろあき）
火鼠高校ハンドボール部顧問で、42歳独身の男性教師。担当教科は英語。180センチメートル、74キログラム。右利き。7月1日生まれの蟹座。血液型はO型。好きなものはビリヤード、日本酒。苦手なものは家事全般。悩みはひげが伸びることが早いこと。留学経験がある。
突然の人事異動によりハンドボール部の後任を受け持つことになったが、ハンドボールに対する知識は浅い。前任の黒澤と対比して未経験であることを当時の部員に罵られた挙げ句、上級生部員に逃げられたこと、チーム方針が迷走して苦悶する火鼠ハンドボール部員に心から接することができなかったことなど様々な気苦労を背負っていたが、前任顧問の黒澤の紹介により、コーチ宮口竜哉招聘のきっかけを作った。車好きで大型免許を取得しており、部員の移動用バスは彼が運転している。
天草 琉介（あまくさ りゅうすけ）
火鼠高校元ハンドボール部の1年。低身長を理由に大月によってハンドボール部を強制退部させられており、大月を心底憎んでいる。しかし、後に社会人チームでハンドボールに打ち込んでいる。水谷とは親しいが、彼の不真面目な練習態度に対しては怪訝そうな表情を返している。水谷からは”琉ちょ”と呼ばれている。
宮口 竜哉（みやぐち たつや）
火鼠高校ハンドボール部OBで、インターハイ出場経験者。184センチメートル。76キログラム。左利き。11月7日生まれの蠍座。血液型はAB型。現役時代のポジションは右45度。好きなものは梅干し。苦手なものはお酒。趣味は詰将棋（送球小僧では、元々将棋部に所属していた）。家庭環境が複雑で苦労を重ねている。
黒澤の紹介で火鼠高校ハンドボール部のコーチを務めることになる。『送球小僧』に登場していた主要人物でもあり、そのころは家庭事情により灰塚竜哉という名前を名乗っていた。額に炎の形をした痣があり、兄弟喧嘩によって弟に付けられたもの。現役時代は『越中の牙』という異名を持つ名選手で、大学でもハンドボールをしていたが、家庭事情のため退学を余儀なくされている。恩師である黒澤の体調を心配し、黒澤の引退を賭けて火鼠高校のコーチ就任を承諾した。

### 龍玉学園高校の人物
不良が多い私学だが、主将の葛原が半ば恐怖政治的にハンドボール部を統治していた。推薦制度はない。
葛原 稜（くずはら りょう）
龍玉学園高校ハンドボール部主将。2年1組。身長180センチメートル、体重74キログラム。右利き。11月18日生まれの蠍座。血液型はA型。ポジションはセンター、右45度。背番号は5。得意プレーはブラインドシュート。ハンド歴は小3から。靴はミズノ・ウェーブライトニングZ。好きなものはデータ、苦手なものは不良と香辛料と脂身。特技は暗記。悩みは腰痛。富山県高岡市出身。
トリッキーなプレーとブラインドシュートやスピンシュートを得意とする。また、記憶力に長けデータを徹底的に活用する。力彦とは中学時代のハンドボール部仲間だが、性格は正反対。不良の喧嘩を仲裁したばかりに蓬莱大附属高校進学をフイにされたことで、自ら不良の多い龍玉学園に進学し、不良たちを徹底的に管理、統制することを目論んでいたが、ワンマンとなり協調性に欠けていたことを力彦に指摘される。また、腰に爆弾を抱えているため、シュートも一時的にしか放つことができなかった。食パンや水など味気ない食品を好む。
文殊 岳（もんじゅ たけし）
龍玉学園高校ハンドボール部副主将。2年3組。身長175センチメートル、体重68キログラム。左利き。4月29日生まれの牡牛座。血液型はB型。ポジションは右45度、ポスト。背番号は3。得意プレーは当たられながらのシュート。ハンド歴は小4から。靴はアシックス・ゲルブラスト6。好きなものは仲間とバイク（免許は無い）、苦手なものは耳掃除。特技はネギの早刻み。悩みはラーメン屋の修業が夜遅いこと。富山県高岡市出身。
葛原と他部員の関係を取り持つ役割として機能し、竹を割ったようなさっぱりした性格。努力家タイプだが、時にはアンフェアなプレーも厭わないなど、勝利に対する貪欲さも見せる。ラーメン屋の跡取り息子で、試合後部員によく振る舞っている。
北風 一城（きたかぜ いっき）
龍玉学園高校ハンドボール部1年。昭和時代のツッパリ風の風貌をした男でポジションはGK。筋の通らないことを嫌い、友情に厚く、献身的なプレーも厭わないなど男気が強いが、気性は荒く難癖を付けたがる。
飯野 青羽（いいの あおば）
龍玉学園高校ハンドボール部1年。補欠だが、メンバーに率先して偵察行為を行ったりと行動力旺盛で、部の広報担当にもなっている。素行不良が多い部員の中で、かなり素直で、大人しい性格。フルネームは本編には登場しない（作品公式Twitterによる）。楓というスポーツ記者の姉がいる。

### 子安高校の人物
堅牢堅守をモットーとする守り重視の校風。
水谷 立夏（みずたに りっか）
子安高校ハンドボール部1年。身長206センチメートルの大男であり、子安の隠し球的存在。ポジションはポスト。ハンドボールに打ち込んでいた天草と親しく、そのため低身長ゆえに彼を強制的に排斥した大月を憎んでいる。だが、背が伸びてからはフィジカルの利だけでハンドボールをするようになったため、後に練習の不真面目さから来るスタミナ不足を露呈することになる。
土場垣 銀（どばがき ぎん）
子安高校ハンドボール部主将。2年。身長179センチメートル。高さと堅守を武器とする子安の柱となる男で、ポジションはGK。痛みを感じないという特異な体質。冷静沈着で堅実な性格だが、責任感は強く誰にも負けない闘志を心に込めている。右側頭部に傷痕がある（本人曰く幼稚園の時に鳶に攫われそうになった爪痕だという）。実家は土建業。
連城 晋吾（れんじょう しんご）
子安高校ハンドボール部副主将。2年。身長175センチメートル。ポジションは右45°。冷静沈着な土場垣とは反対に血の気が多い性格で、練習不真面目な水谷に対し、いつも怒鳴り散らしている。
土田 武人（つちだ たけひと）
子安高校ハンドボール部顧問。左頬に傷痕がある。冷静な性格で的確な判断力と観察力をもつ。やや気障な所があり、火鼠高校や蓬莱大附属高校に対し、勝手にキャッチコピーを付けたりしている。
井出 かのん（いで かのん）
子安高校ハンドボール部マネージャー。練習不真面目な水谷に対しては冷たい態度を返している。

### 蓬莱大附属高校の人物
全国レベルの実力を持つ県王者。偏差値も高く、推薦制度はない。
兎耳山 拓斗（とみやま たくと）
男子ハンドボール部の1年で、お調子者で直情径行型の、二枚目の少年。169センチメートル。64キログラム。右利き。10月4日生まれの天秤座。血液型はA型。ポジションは右サイド。ハンド歴は物心が付いた時から。好きなものはハンドボール、柑橘類。苦手なものは飛行機、外国人。趣味は女装（最近目覚めた）。
ムササビシュートを得意とするが、受け身を取るのは苦手。それが原因で脱臼していたため、半身テーピングだらけになっている。栄都にムササビシュートを教えた張本人であり、ムササビシュートで自分よりも先に目立ってしまった彼をライバル視している（ただし、兎耳山本人が変装《女装》していたために、栄都がそれに気付いていたかは判明してない）。元のポジションは左サイドで、全日本ジュニア選抜メンバーに選出され、試合経験を持っているものの、そこで世界の厚い壁に阻まれ全く通用しなかったことで、右サイドに転向し、ムササビシュートを習得した過去がある。栄都とは遠い親戚（再従兄弟に当たる）。
黒足袋 英明（くろたび ひであき）
男子ハンドボール部主将。2年。180センチメートル。ポジションはセンター。全国屈指の実力者であり高校ベストセブン選抜メンバーに選出されている。卓越した動体視力と優れた大局観、鍛え上げられた彫刻のような肉体を併せ持ち、攻守で圧倒的な存在感を放つ。性格は自己中心的かつ示威的で、自分以外の選手をハンドボール王国富山の臣民、自身をその王と称するなど尊大な態度を見せる。後輩使いも荒っぽいが人を惹きつけるカリスマを持ち合わせている。凪が自身に匹敵する「目」を持つことを感じ取り、同じ領域で争えるライバルと認識している。
島尻 颯（しまじり はやて）
男子ハンドボール部1軍。1年。159センチメートル。ポジションは左サイド。ハンドボールが盛んな沖縄県出身で、寒いと方言が抜けなくなる癖がある。寒さに弱いため試合でもスロースターター。身長は栄都より低いが瞬発力に長けており、上下の高速フェイントから相手の下を潜るような突破を得意とする。守備側にとっては咄嗟に止めようとすると腕が首にかかってしまう（相手の首への違反は退場などの重大な罰則が与えられる）ため非常に守りづらく、相手に首を刈られることが多いため『首狩りハヤテ』の異名を持つ。
川口 マクシミリアン（かわぐち マクシミリアン）
男子ハンドボール部副主将。2年。195センチメートル。ポジションは右45°。ドイツ人とのハーフ。眼鏡を掛けた長身で、細かい性格。襟の無い服を人前で着る」こと、そばを啜る音を嫌う。堅実なプレーと、優れた判断、分析力を持っているが、その性格故に兎耳山とは反りが合わない。愛称はマックス。
蛇神（へびがみ）
男子ハンドボール部マネージャー。偵察行為に訪れていた女装中の志熊を、ファンの女性と勘違いして追いかけ回そうとした。歯に衣着せぬ物言いをしたため、黒澤に窘められる。
黒澤 鉄人（くろさわ てつひと）
火鼠高校ハンドボール部をインターハイ出場に導いた名監督だったが、人事異動により蓬莱大附属高校男子ハンドボール部顧問となっていた。後に教え子だった宮口竜哉を火鼠高校に派遣する。『送球小僧』にも登場しているが、『送球小僧』の設定によると身の上に不幸があった影響で、全身白髪頭になってしまっていた。喫煙家で、体育館内でも火をつけずにたばこを咥えている。病気を患っているため、弟子の宮口には早くコーチを辞めて欲しいと思われている。柔道有段者。

### 御鉢（みはち）高校の人物
お祭り集団と呼ばれるほど、ダイナミックで多彩な攻撃を得意とする攻撃型のチーム。ユニフォームには創球部と書かれている。
船橋乾(ふなばしケン)
御鉢高校ハンドボール部に所属する双子の兄、千葉県出身。元はビーチハンドボール経験者で千葉県から福井県の沿岸部に転校してからは、生徒数の少なさや関心の無さが原因で、部員が全く集まらず中学3年間ずっと兄弟二人で技を磨いていた過去がある。その後、富山に引っ越し、御鉢高校ハンドボール部に入部。わずか半年でレギュラーの座を勝ち取る。ビーチハンドボールの経験を生かしたピルエットシュートなどのアクロバットな技を得意とする。また、兄弟とは阿吽の呼吸であり、パスワークにも長けている。生まれは千葉だが福井弁を話す。
船橋坤(ふなばしコン)。
御鉢高校ハンドボール部に所属する双子の弟、千葉県出身。髪は下ろしている。兄と比べると性格は比較的冷静な方で、兄と一緒にされることを嫌がっている。前髪を下したのは、コーチから「どっちがどっちか見分けがつかない」と注文をつけられたためであり、かっこつけのためでもある。乾同様、福井弁の訛りが激しい。
沖本優里（おきもとすぐり）
学歩の義理の姉で御鉢高校ハンドボール部のコーチ。豪胆な性格。『送球小僧』から登場していた人物の一人実力主義で、すぐに船橋兄弟の実力を買ってレギュラー入りさせた。

### 五百田家の人々
五百田 珊瑚（いおた さんご）
栄都の父親で、新宿でダンススタジオを営む実業家。かつては、栄都にもダンサーとして活躍することを心から期待していた。離婚が引き金となって栄都とは断絶状態となっている。その後、持病の心臓病が再発し、栄都のいる時に倒れ、栄都に介抱される。
五百田 杏(いおた あん）
栄都の姉。五百田家の長女で24歳。身長166センチ。元々は次姉と二人で「アンナナ」というダンスユニットを組んでいたが、今は多くを海外で過ごし、ダンサーとして活動している。英語が堪能だが、クールな性格で愛嬌は振りまかない。スピード狂で車を飛ばす癖がある。アンとはフランス語で１の意で、五百家の名前は全部数字に因んでいる。顔は父親似。栄都のことは、ダンスの表現力はないが、アクロバットは幼い時から得意だったと評価している。
五百田 奈々（いおた なな）
栄都の姉。五百田家の次女で23歳。身長162センチ。元々は長姉と二人で「アンナナ」というダンスユニットを組んでいたが、今は個人でアクション女優として活動中。栄都とは仲が良く、彼が五百田家を訪問した時も、怒鳴られる父から弟を庇っている。顔は母親似で、弟の栄都に似ており、彼の女装趣味は彼女の影響である。整理整頓が苦手。

### そのほかの人物
宮田 直親（みやた なおちか）
イッキスポーツ店員。火鼠高校2年。栄都の足の異常なまでの硬さに驚いている。ハンドボール経験者。飯野と同じく、フルネームは本編には登場していない（作品公式Twitterによる）。元々は火鼠高校ハンドボール部に所属しており、同学年の大月たちよりも早くレギュラーに抜擢され、1学年上の上級生とともに試合に出ていた。しかし、上級生が退部後も練習に励むが、部活中にコーンで足を滑らせ、左足を負傷。高校の間の復帰は不可能と主治医に告げられる。退院後、他の部員たちの練習を監督するが、それを不満に思った長谷川と衝突し、休部という形でハンドボール部を去る。その後、リハビリを兼ねてイッキスポーツでバイトをする。
佃 太一（つくだ たいち）
火鼠対蓬莱大付属の練習試合を観戦していたハンドボール専門誌、「月刊ハンドノミコン」記者。埼玉県出身で元は国体選手だった。日本酒好き。
飯野 楓（いいの かえで）
佃と同行していた見習い記者。富山県出身で、龍玉高校に通っている弟がいる。ハンドボールは未経験で、経験豊富な佃から色々教わっている。趣味はヨガ。

## 書誌情報
- フウワイ（原作）・サカズキ九（作画） 『送球ボーイズ』 小学館〈裏少年サンデーコミックス〉、全25巻
  1. 2016年5月18日発売[6]、ISBN 978-4-09-127260-7
  2. 2016年8月12日発売[7]、ISBN 978-4-09-127369-7
  3. 2016年11月18日発売[8]、ISBN 978-4-09-127441-0
  4. 2017年3月17日発売[9]、ISBN 978-4-09-127550-9
  5. 2017年5月19日発売[10]、ISBN 978-4-09-127605-6
  6. 2017年9月12日発売[11]、ISBN 978-4-09-127780-0
  7. 2017年11月15日発売[12]、ISBN 978-4-09-128023-7
  8. 2018年2月19日発売[13]、ISBN 978-4-09-128168-5
  9. 2018年5月18日発売[14]、ISBN 978-4-09-128296-5
  10. 2018年8月17日発売[15]、ISBN 978-4-09-128443-3
  11. 2018年11月19日発売[16]、ISBN 978-4-09-128650-5
  12. 2019年2月19日発売[17]、ISBN 978-4-09-128838-7
  13. 2019年6月19日発売[18]、ISBN 978-4-09-129236-0
  14. 2019年10月11日発売[19]、ISBN 978-4-09-129415-9
  15. 2020年2月12日発売[20]、ISBN 978-4-09-129585-9
  16. 2020年6月12日発売[21]、ISBN 978-4-09-850143-4
  17. 2020年10月12日発売[22]、ISBN 978-4-09-850296-7
  18. 2021年2月19日発売[23]、ISBN 978-4-09-850459-6
  19. 2021年6月10日発売[24]、ISBN 978-4-09-850596-8
  20. 2021年10月18日発売[25]、ISBN 978-4-09-850754-2
  21. 2022年2月10日発売[26]、ISBN 978-4-09-850886-0
  22. 2022年6月10日発売[27]、ISBN 978-4-09-851159-4
  23. 2022年8月10日発売[28]、ISBN 978-4-09-851230-0
  24. 2022年10月12日発売[29]、ISBN 978-4-09-851338-3
  25. 2022年11月17日発売[1]、ISBN 978-4-09-851412-0